# Molobratia teuton
Molobratia teuton är en tvåvingeart som först beskrevs av Macquart 1834.  Molobratia teuton ingår i släktet Molobratia och familjen rovflugor. Inga underarter finns listade i Catalogue of Life.